# Свистач індійський
Свистач індійський (Dendrocygna javanica) — вид гусеподібних птахів родини качкових (Anatidae), які розмножуються на Індійському субконтиненті та в Південно-Східній Азії. Вони харчуються вночі, а вдень їх можна зустріти зграями навколо озер і вологих рисових полів. Вони можуть сідати на дерева, а іноді будують гнізда в дуплі дерева.

## Опис

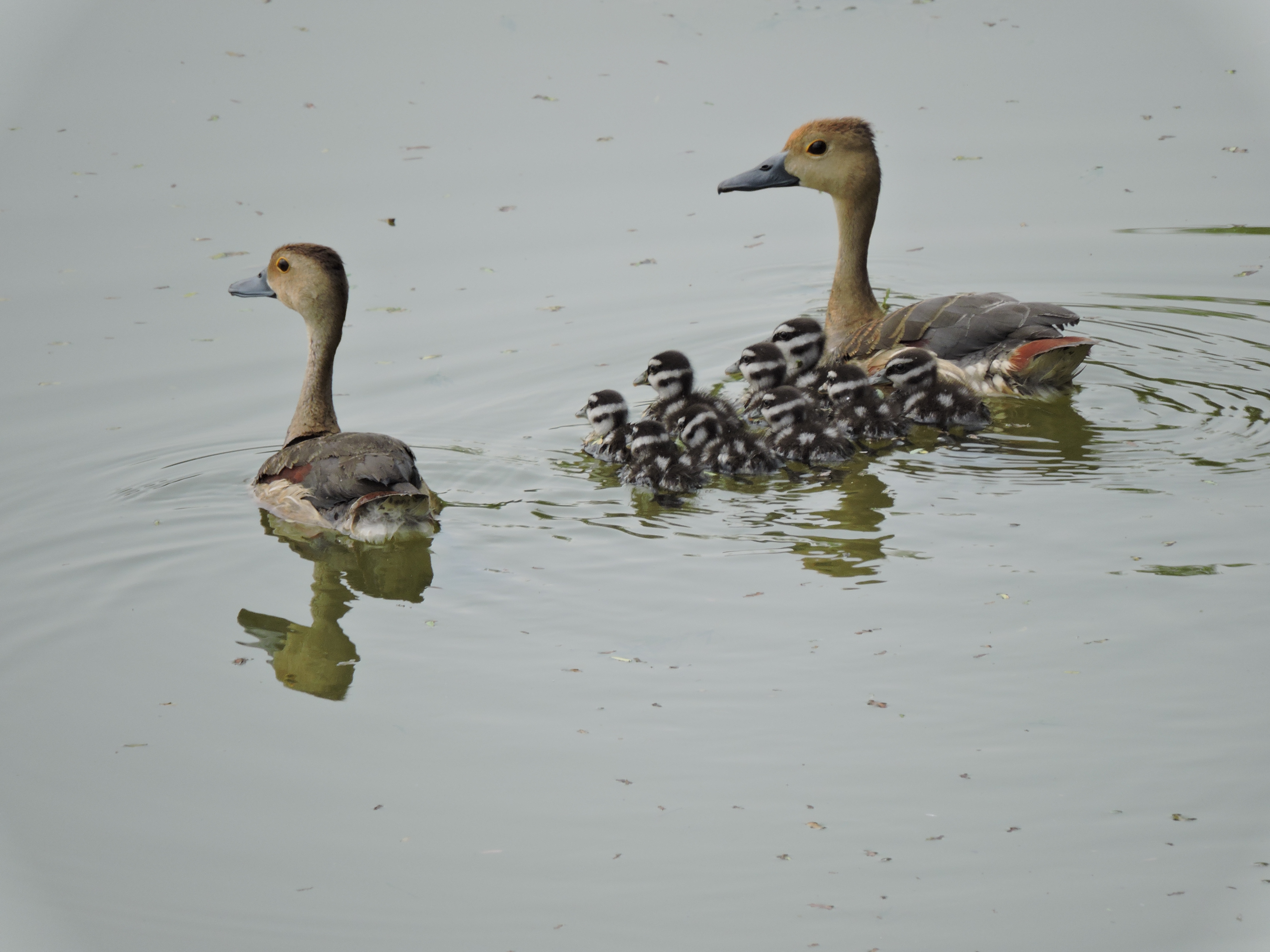
Пташенята мають чорно-біле забарвлення

Цю каштаново-коричневу качку можна сплутати лише з рудим свистачем (Dendrocygna bicolor), але вона має каштанові покриви верхньої частини хвоста на відміну від індійського свистача. Навколо ока є кільце оранжевого або жовтого кольору. Під час прямого польоту їх голова тримається нижче рівня тіла, як і в інших видів Свистачів. Вони літають повільно, але швидко змахують крилами, і зазвичай під час польту видають дуже помітний свист. Вони ведуть нічний спосіб життя і часто відпочивають вдень.

### Поширення і середовище проживання

Форма зовнішнього пера, яке видає свист під час польоту

Вид широко поширений у низинних водно-болотних угіддях Індійського субконтиненту та Південно-Східної Азії. Також зустрічається на Андаманських, Нікобарських та Мальдівських островах. Вони зустрічаються в прісноводних заболочених місцях з хорошим рослинним покривом і часто відпочивають протягом дня на березі або навіть у відкритому морі в прибережних районах. Курчата чорні з білими плямами на потилиці, крилі та попереку. Птахи альбіноси були помічені в дикій природі. 

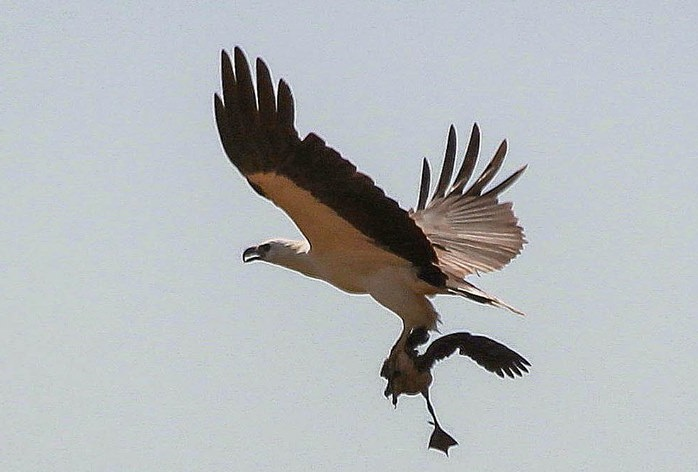
Орлан білочеревий (Haliaeetus leucogaster) із спійманою качкою

Велика кількість іноді зустрічається в міських заболочених угіддях, таких як Колката та Гоа, особливо взимку.
Вважається, що вони мають безпечну глобальну популяцію від двох до двадцяти мільйонів особин з широким діапазоном поширення. Їм не загрожує полювання, оскільки їх не можна їсти. Однак відомо, що в Ассамі мисливці вирощують каченят, які служать живою приманкою.